# Tiergarten
Tiergarten este o arie protejată (arie specială de conservare — SAC, sit de importanță comunitară — SCI) din Germania întinsă pe o suprafață de 96 ha, integral pe uscat.

## Localizare
Centrul sitului Tiergarten este situat la coordonatele 54°31′07″N 9°31′43″E / 54.5186°N 9.5286°E.

## Înființare
Situl Tiergarten a fost declarat sit de importanță comunitară în august 2000 pentru a proteja 1 specie de animale. Situl a fost protejat și ca arie specială de conservare în ianuarie 2010.

## Biodiversitate
Situată în ecoregiunea continentală, aria protejată conține 7 habitate naturale: Lacuri eutrofice naturale cu vegetație de tip Magnopotamion sau Hydrocharition, Izvoare petrifiante cu formare de travertin (Cratoneurion), Păduri de fag Luzulo-Fagetum, Păduri de fag Asperulo-Fagetum, Păduri de stejar sau de stejar și carpen sub-atlantice și medio-europene de Carpinion betuli, Păduri pe pante, grohotișuri și ravene de Tilio-Acerion, Păduri aluvionare cu Alnus glutinosa și Fraxinus excelsior (Alno-Padion, Alnion incanae, Salicion albae).
La baza desemnării sitului se află o specie protejată de  amfibieni: triton cu creastă (Triturus cristatus)
Pe lângă speciile protejate, pe teritoriul sitului au mai fost identificate 2 specii de plante.